# 오방십이면체
기하학에서, 오방십이면체는 정십이면체의 각 면에 오각뿔을 부착하여 만든 다면체이다. 이것은 카탈란의 다면체이다. 쌍대는 깎은 정이십면체이다.